# Bavayia cocoensis
Bavayia cocoensis — вид геконоподібних ящірок родини диплодактилідів (Diplodactylidae). Ендемік Нової Каледонії. Описаний у 2022 році.

## Поширення і екологія
Bavayia cocoensis відомі за кількома зразками, зібраними на березі Коко-Крік в гірському масиві Коніамбо на північному заході Нової Каледонії.